# Lacinipolia suffusa
Lacinipolia suffusa är en fjärilsart som beskrevs av Smith 1887. Lacinipolia suffusa ingår i släktet Lacinipolia och familjen nattflyn. Inga underarter finns listade i Catalogue of Life.